# Південний міст Гераси
Південний міст Гераси – монументальна споруда античного міста Гераса, котре передувало сучасному Джерашу (знаходиться за три з половиною десятки кілометрів на північ від столиці Йорданії Амману). Складова частина грандіозного комплексу руїн Гераси.

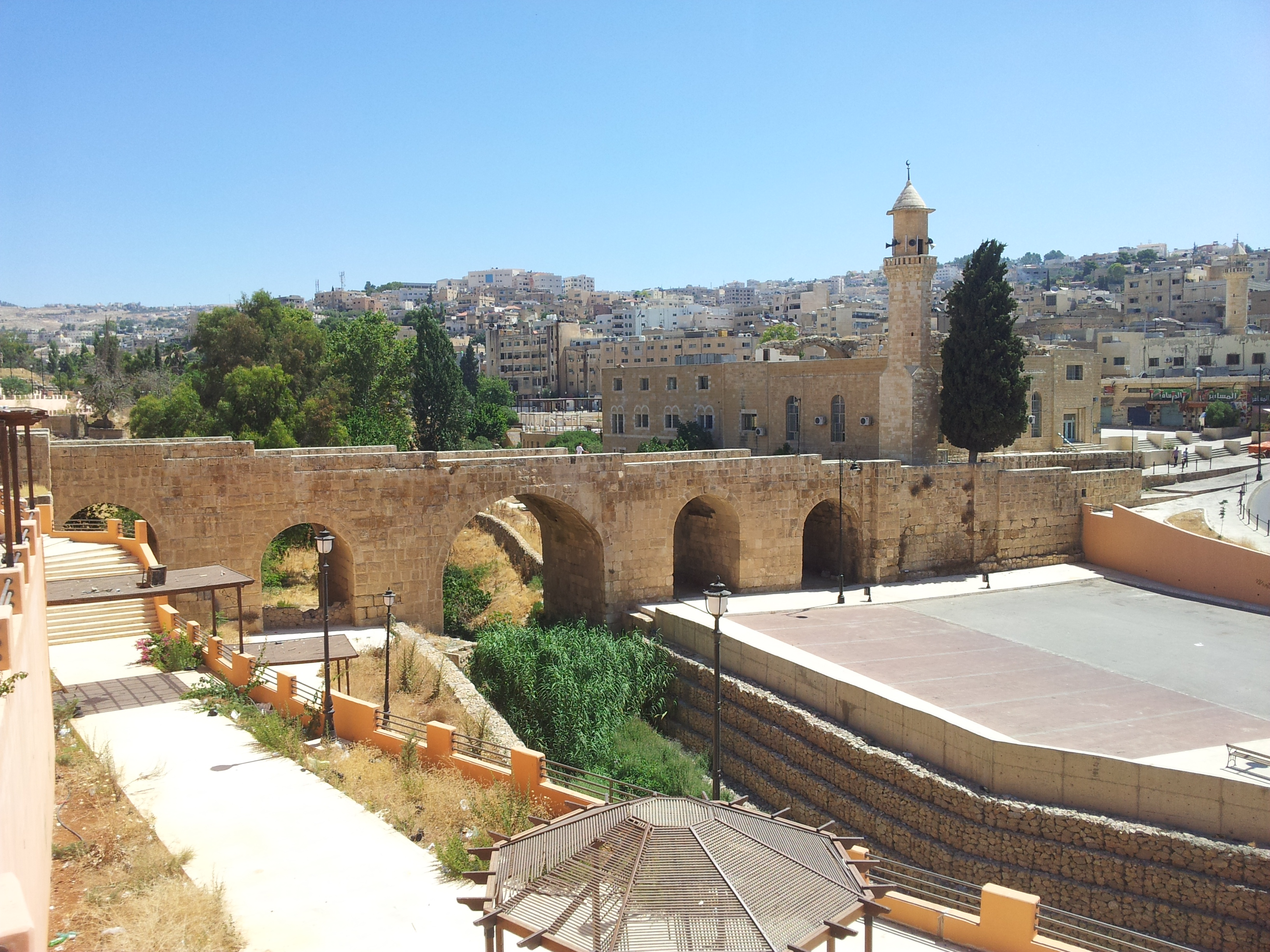
Відреставрований Південний міст Гераси

Герасу розділяла приблизно навпіл долина Хрисорроасу (права притока Яббоку). Сполучення двох частин міста забезпечували кілька мостів, з яких до наших часів фактично дійшов лише Південний (від зруйнованого землетрусом ще у візантійські часи Північного залишилось кілька невеликих елементів). При цьому він перебував у доволі сильно зруйнованому стані, хоча три арки зберігали свою цілісність. Певний час назад міст реконструювали та відкрили для проходу пішоходів. 
Довжина Південного мосту становить 73 метра.
Споруда перебуває за межами основної території розкопок.